# Armin Kerkmann
Armin Kerkmann (* 9. April 1937; † 17. Juni 2016) war ein deutscher Fußballspieler.

## Sportlicher Werdegang
Kerkmann begann mit dem Fußballspielen beim SV 07 Raunheim. 1958 verließ der Torwart den Klub in Richtung SC Opel Rüsselsheim, beim seinerzeit im unterklassigen Amateurbereich antretenden Klub verbrachte er drei Spielzeiten. Im Sommer 1961 schloss er sich dem 1. FSV Mainz 05 an und debütierte am zweiten Spieltag der Spielzeit 1961/62 in der Oberliga Südwest, als er bei der 1:2-Heimniederlage gegen den Ludwigshafener SC am 13. August 1961 Stammtorhüter Otto Schedler hinter der von Cheftrainer Heinz Baas aufgestellten Abwehrreihe Carlo Storck, Willi Jakobi und Manfred Böhm vertrat. Dieser kehrte zum folgenden Ligaspiel zwischen die Pfosten zurück und bestritt bis Saisonende alle Meisterschaftsspiele, die Operligapartie blieb somit Kerkmanns einziger Erstligaeinsatz. Er kehrte anschließend zum SV 07 Raunheim zurück und blieb dem Klub auch nach Karriereende verbunden, als er sich lange Zeit im Spielausschuss und im Marketingausschuss des Klubs engagierte.
Kerkmann war verheiratet und hatte drei Söhne.